# Jairo González
Jairo Daniel González Fajardo (Guadalajara, 27 febbraio 1992) è un calciatore messicano, difensore svincolato.

## Caratteristiche tecniche
È un terzino sinistro.

## Palmarès

### Club

#### Competizioni nazionali
- Campionato messicano di seconda divisione: 1

Leones Negros UdeG: 2013 (A)
- Campionato messicano: 1

Tigres UANL: Apertura 2015